# Westerville (Ohio)
Westerville ist eine City im Franklin County und im Delaware County des US-Bundesstaates Ohio. Nach der Volkszählung 2020 hatte die Stadt eine Gesamtbevölkerung von 39.190 Einwohnern. Westerville war einst als „The Dry Capital of the World“ bekannt, weil es strenge Gesetze gab, die den Verkauf von Alkohol verboten, und weil es die Heimat der Anti-Saloon League war, einer der treibenden Kräfte hinter der Prohibition zu Beginn des 20. Jahrhunderts. Heute ist sie ein Vorort des nahe gelegenen Columbus.

## Geschichte
Das Land, das heute Westerville ist, wurde um 1810 von Menschen europäischer Abstammung besiedelt. Im Jahr 1818 wanderten Matthew, Peter und William Westervelt, Siedler niederländischer Abstammung, aus New York in die Gegend ein. Matthew Westervelt stiftete 1836 Land für den Bau einer Methodistenkirche, woraufhin die Siedlung zu Ehren der Familie benannt wurde. Der Ort wurde im August 1858 offiziell zu einer Gemeinde erhoben. Die Einwohnerzahl der Stadt betrug in diesem Jahr 275 Personen.
Eine Stadtverordnung von 1859 verbot den Verkauf von Alkohol in Westerville, womit sie zu einer trockenen Stadt wurde. In den 1870er Jahren kochte ein aufkeimender Konflikt zwischen Pro- und Anti-Abstinenz-Kräften in den sogenannten „Westerville Whiskey Wars“ über. Zweimal, 1875 und 1879, eröffnete der Geschäftsmann Henry Corbin einen Saloon in Westerville, und jedes Mal sprengten die Bürger sein Lokal mit Schießpulver in die Luft. Westervilles Ruf für Abstinenz war so bedeutend, dass die Anti-Saloon League 1909 ihren nationalen Hauptsitz von Washington, D.C. nach Westerville verlegte. Die Anti-Saloon League, die an der Spitze der Prohibitionsbewegung stand, errang ihren größten Triumph, als 1919 der achtzehnte Zusatzartikel zur Verfassung der Vereinigten Staaten ratifiziert wurde, welche den Verkauf von Alkohol verbot.
Im Jahr 1995 wurden von der Stadt 941 Hektar Land im Norden eingemeindet, zu denen mehrere Alkohol verkaufende Betriebe gehörten. In der Folge haben die Wähler den Alkoholverkauf in der Altstadt von Westerville in einer Reihe von Betrieben durch ortsspezifische lokale Optionen genehmigt. Im Jahr 2006 servierte Michael's Pizza das erste Bier in Uptown Westerville seit über 70 Jahren.
Am 15. Oktober 2019 war Westerville Gastgeber der vierten Vorwahldebatte der Demokratischen Partei, bei der über 12 Kandidaten auf der Bühne standen. Dies war die bis dahin größte Vorwahldebatte in der amerikanischen Geschichte.

## Demografie
Nach einer Schätzung von 2019 leben in Westerville 41.820 Menschen. Die Bevölkerung teilt sich im selben Jahr auf in 86,5 % Weiße, 7,4 % Afroamerikaner, 2,2 % Asiaten, 0,1 % Ozeanier und 3,2 % mit zwei oder mehr Ethnizitäten. Hispanics oder Latinos aller Ethnien machten 2,5 % der Bevölkerung aus. Das mittlere Haushaltseinkommen lag bei 93.717 US-Dollar und die Armutsquote bei 6,5 %.
| Jahr | Einwohner¹ |
| ---- | ---------- |
| 1950 | 4.112      |
| 1960 | 7.011      |
| 1970 | 12.530     |
| 1980 | 22.960     |
| 1990 | 30.269     |
| 2000 | 35.318     |
| 2010 | 36.120     |
| 2020 | 39.190     |

¹ 1950 – 2020: Volkszählungsergebnisse

## Bildung
Die Otterbein University, ein privates vierjähriges Liberal Arts College, wurde 1847 von der United Brethren Church gegründet und beherbergt heute über 3.000 Studenten. Daneben gibt es in der Stadt weitere private und öffentliche Colleges und Schulen.

## Söhne und Töchter der Stadt
- Perry L. Miles (1873–1961), Brigadegeneral der United States Army
- Jennifer Hetrick (* 1958), Schauspielerin
- Lance Moore (* 1983), American-Football-Spieler